# Sound Museum: Three Women
Sound Museum: Three Women – album muzyczny nagrany przez amerykańskiego saksofonistę jazzowego Ornette’a Colemana (grającego również na trąbce i skrzypcach). Nagrania na CD zrealizowano w 1996, w Harmolodic Studios, w Harlemie, w Nowym Jorku. CD wydany w 1996 przez Harmolodic-Verve.
Album zawiera 14 kompozycji Colemana w jego aranżacji. Muzykowi towarzyszy m.in. pianistka Geri Allen, więc jest to jedna z tych niewielu płyt, na których Coleman gra z towarzyszeniem fortepianu. Rezultatem tej samej sesji są też nagrania zamieszczone na „siostrzanej” płycie Sound Museum: Hidden Man, gdzie artysta realizujący praktycznie swe teorie o „muzyce harmolodycznej”, umieścił te same kompozycje, ale w innych wersjach. Jedyną różnicą jest utwór „Don't You Know By Now”, w którym śpiewają Lauren Kinhan i Chris Walker (zamiast „What A Friend We Have In Jesus”, który jest na Hidden Man). Producentem płyty był syn Colemana, perkusista, Denardo Coleman.

## Muzycy
- Ornette Coleman – saksofon, trąbka, skrzypce
- Geri Allen – fortepian
- Charnett Moffett – kontrabas
- Denardo Coleman – perkusja
- Lauren Kinhan – śpiew
- Chris Walker – śpiew

## Lista utworów
| 1.  | „Sound Museum”                  | 4:54  |
|     |                                 |       |
| 2.  | „Monsieur Allard”               | 2:47  |
|     |                                 |       |
| 3.  | „City Living”                   | 3:31  |
|     |                                 |       |
| 4.  | „What Reason”                   | 4:58  |
|     |                                 |       |
| 5.  | „Home Grown”                    | 3:24  |
|     |                                 |       |
| 6.  | „Stopwatch”                     | 2:31  |
|     |                                 |       |
| 7.  | „Don't You Know By Now”         | 4:21  |
|     |                                 |       |
| 8.  | „P.P. (Picolo Pesos)”           | 3:25  |
|     |                                 |       |
| 9.  | „Women Of The Veil”             | 4:49  |
|     |                                 |       |
| 10. | „Yesterday, Today And Tomorrow" | 4:14  |
|     |                                 |       |
| 11. | „Biosphere”                     | 4:23  |
|     |                                 |       |
| 12. | „European Echoes”               | 4:57  |
|     |                                 |       |
| 13. | „Mob Job”                       | 4:21  |
|     |                                 |       |
| 14. | „Macho Woman”                   | 2:40  |
|     |                                 |       |
|     |                                 | 55:15 |
|     |                                 |       |

## Informacje uzupełniające
- Produkcja – Denardo Coleman
- Inżynier dźwięku, miksowanie – Gregg Mann
- Asystent inżyniera – Brenda Ferry, Chris Agovino
- Koordynacja producencka – Beverly Harris, Joan Pace
- Mastering – Tom Lazarus
- Autor obrazu na okładce – Bob Thompson